# 波格丹·科布洛夫
波格丹·扎哈罗维奇·科布洛夫（俄语：Богда́н Заха́рович Кобу́лов，1904年3月1日—1953年12月23日）亚美尼亚人，主持格鲁吉亚大清洗的领导人之一，是贝利亚的亲信，斯大林去世后被提拔为苏联内务部第一副部长，1953年贝利亚被捕后，被免职逮捕处决。